# マック中原
マック中原（マックなかはら、1978年6月18日 - ）は、日本のエンターテイナー。
本名、中原 弘貴（なかはら ひろたか）、身長171cm。愛知県名古屋市港区生まれ、三重県四日市市出身。
歌手（旧芸名、MACK）、ものまねタレント、スタンダップコメディ、司会、講師などで活動している。
四日市市観光大使。
ヴォーカルユニット「MACK STYLE」リーダー。
株式会社ジェイライン代表取締役。

## 来歴

### 誕生〜上京
1978年6月18日に名古屋市港区遠若町で生まれ、名古屋港保育園から四日市羽津保育園に転園する。
四日市市立羽津北小学校、四日市市立羽津中学校、三重県立四日市四郷高等学校（スポーツ科第一期生）を卒業式は出席したもの単位が足りず中退。
もう一年残る事を交渉するも先生に断られる。
幼少時代からスポーツが好きで、水泳は3歳から9年間、野球は小学生から高校までやっていた。その傍ら、元暴走族（特攻隊長〜総長代理）でもある。
幼少時代から芸能界に憧れていた。特にものまね芸人志望で、小学校の時に『ものまね王座決定戦』のビデオをかき集め、コロッケ特集を作って練習していた。
高校1年生の頃に組んだバンド「ff」解散後、「MACK」という5人組のバンドを組みYAMAHA主催や楽器店主催の大会などで数回優勝している。「MACK」解散後は、活動の名前を変えず芸名を「MACK」として活動を開始。
2012年、「MACK」から「マック中原」に芸名を改名している。ちなみに「MACK」の由来は、高校野球時代に投げ方がマック鈴木に似ている事から先輩から「マック」とあだ名がつけられた事から来ている。
高校を卒業し、就職するも、職人仕事を転々とする。
父親から「次の音楽大会で優勝出来なかったら芸能界諦めろ」と言われ、優勝をする。

### 上京後〜デビュー
2000年10月3日の両親の結婚記念日にFM三重にて『MACKのMusic Fight!』でパーソナリティーデビュー。嘉門達夫に師事。
2001年2月24日に歌手デビュー予定であったが、当時所属していた社長の不祥事により取り消しとなった。個人事務所「Studio-M3」を立ち上げ営業活動を開始する。
野球をテーマにした「Fight!」中畑清にデモテープを聴いてもらい、中畑清が自らマックを読売巨人軍球団事務所に連れて行き企画部の前でプレゼンをする。この結果「元読売巨人軍選手中畑清推薦野球曲」というタイアップの許可が出て、2001年7月21日にバップレコードより「Fight!」でメジャーデビューとなった。ジャイアンツ少年野球教室や、全国高校野球大会三重県大会CTY放送のテーマソングとしても使用された。

## 人物・エピソード
- 上京後、デビュー前の山田孝之と仲良くなり兄弟のように遊んでいた。
- 東京の物価に関して無知で、新宿区富久町の家賃が9万3千円が普通と思っていたが、コンビニで賃貸情報を見た時にもっと安い物件が沢山ある事を知り、高円寺に引っ越す。
- ユマニテク ライフデザイン専門学校で「スポーツ」・「コミュニケーション基礎」・「ストレスマネジメントとリラクゼーション」の講師をしている。
- 自社レーベル「MARVELOUS MUSIC」、「おとかふぇレコード」を運営。
- Live&Cafeおとかふぇど〜ん本店、カラオケ喫茶おとかふぇど〜ん小杉店、四日市酒場ぎなぎな、エンタメハウス新笑宴を運営。

【経営店舗小火】2023年2月8日　マック中原が経営しているホメロスという店の厨房にて、油の入った鍋から引火。自身が大火傷を負いながら鎮火し、自身のTiktokやYouTubeにて包帯ぐるぐる巻きの姿を晒した。小火を起こしながらも「防災トーク」など称し動画配信し、コメント欄には「一日消防長してからのそれ‼️」などを書き込まれている。
https://www.tiktok.com/@mack_nakahara/video/7198403884128226562
詐欺コムというサイトにて一般の方より「自身の店で小火を起こしておきながら「防災トーク」と称して動画を制作して公開しているところも信用できません。危ないので近寄らないのが身のためです。特に女性の方はこの人だけは避けましょう」と書き込まれる
また、女性問題に関しても同サイトにて報告が上がっている
引用元
https://no-cult.com/2025/01/21/%e8%a9%90%e6%ac%ba%e5%a0%b1%e5%91%8a%ef%bd%9e%e3%83%9e%e3%83%83%e3%82%af%e4%b8%ad%e5%8e%9f/
「四店舗経営と自慢げに公表しているが、店内で小火を起こし、謝罪しているが「ご迷惑をかけて」ではなく、謝るというより「心配かけてすみません」と発信するズレた感覚の持ち主です」との書き込みもありました
https://no-cult.com/2025/03/04/%e8%a9%90%e6%ac%ba%e5%a0%b1%e5%91%8a%ef%bd%9e%e3%83%9e%e3%83%83%e3%82%af%e4%b8%ad%e5%8e%9f-2/

## 出演

### シングル
|     | 発売日        | タイトル       | 収録曲 | 備考                                      | レーベル                         |
| --- | ------------- | -------------- | --- | ----------------------------------------- | -------------------------------- |
| 1st | 2001年7月21日 | Fight!         | 1. Fight! 2. 2.2kmの坂道 3. I want to be the star 4. in your heart                                                               | 元読売巨人軍選手 中畑清推薦野球曲         | バップレコード                   |
| 2nd | 2002年2月21日 | 卒業の時       | 1. 卒業の時 2. Change the Situation 3. Reflection                                                                                | 映画「いずれの森か青き海」 イメージソング | バップレコード                   |
| 3rd | 2004年3月20日 | おいらだけや!! | 1. おいらだけや!! 2. Call it life 3. No.1                                                                                        |                                           | MARVELOUS MUSIC                  |
| 4th | 2009年3月20日 | 予想屋一代     | 1. 予想屋一代 2. ファイトマネー                                                                                                  | 全国競輪場メッセージソング                | ゴトーチサウンドスウェルレーベル |
| 5th | 2010年12月8日 | Call it life   | ＜CD＞ 1. Call it life 2. 証〜亡きあなたへ〜 3. Heart Song ＜DVD＞ 1. Call it life プロモーションビデオ 2. Call it life 手話講座 | 三重テレビドラマ 「陶子と葵」主題歌       | MARVELOUS MUSIC                  |

### コンピレーション・企画CD
- 2006年4月19日

ゴトーチコンピレーションCD area3「ワレサキニ」
収録曲：「未来街（あす）への扉〜四日市から世界の街へ〜」
発売元：ゴトーチサウンドスウェルレーベル
音楽出版と音楽配信業務は株式会社アミューズ
- 2007年11月14日

ゴトーチコンピレーションCD area4「YOU」
収録曲：「君のままに」
発売元：ゴトーチサウンドスウェルレーベル
音楽出版と音楽配信業務は株式会社アミューズ
- 2011年8月4日

ものまね芸人トニーヒロタとのコラボCD
「NaNaNa四日市／こにゅうどうくん音頭」
発売元：MARVELOUS MUSIC